# Delmerensmolen
De Delmerensmolen (ook: Termotensmolen, Lanckrietmolen of Sint-Antomiusmolen) is een windmolenrestant in de tot de West-Vlaamse gemeente Tielt behorende plaats Aarsele, gelegen aan de Delmerensmolenstraat 1, op de hoek van de Sterrestraat.
Deze ronde stenen molen van het type beltmolen fungeerde als korenmolen en oliemolen.

## Geschiedenis
Vanaf de eerste helft van de 17e eeuw stond op deze plaats een standerdmolen. Deze werd in 1854 afgebroken en vervangen door een ronde stenen molen die in 1857 in gebruik werd genomen. Hierbij werd het binnenwerk van de standerdmolen deels hergebruikt. Het windbedrijf eindigde in 1956. Daarna raakte de molen in verval, hoewel het binnenwerk nog aanwezig was. Vanaf de jaren '70 van de 20e eeuw werd de omgeving van de molen verkaveld en bebouwd, terwijl een deel van de molenberg werd afgegraven. De molen raakte sterk verwaarloosd en veroorzaakte veiligheidsproblemen. In 2004 wilde de gemeente Tielt de molen van zijn monumentenstatus ontdoen en slopen. Dit werd echter verboden en in 2017 volgde een gedeeltelijke conservering en bespanning van de romp met een net om vallende onderdelen te vermijden.
De zolders zijn echter ingestort en het binnenwerk is daardoor eveneens op een hoop terecht gekomen. Deze omvatte een olieslagerij en drie maalgangen.
- Inventaris van het Bouwkundig Erfgoed (Vlaanderen): 87064